# Seznam děkanů Lékařské fakulty v Hradci Králové Univerzity Karlovy
Toto je seznam děkanů Lékařské fakulty v Hradci Králové Univerzity Karlovy, který obsahuje osoby zastávající tuto volenou akademickou funkci od jejího vzniku v roce 1945. V letech 1945–1952 byla fakulta pobočkou pražské lékařské fakulty a její představitelé nesli označení zastupující děkan. V letech 1951 až 1958 nahradila pobočku fakulty Vojenská lékařská akademie (mezi roky 1951 a 1952 docházelo k převodu z pobočky fakulty na akademii) a jejím představitel byl velitel, popř. náčelník. Tehdy škola nebyla součástí Univerzity Karlovy. Od roku 1958 se instituce opět stala součástí univerzity, a to již jako samostatná fakulta. Děkan je volen akademickým senátem fakulty a na jeho návrh jej jmenuje a odvolává rektor univerzity.

## Pobočka lékařské fakulty
- 1945  Bohuslav Bouček
- 1946-1948 František Smetánka
- 1948-1952 Vlastimil Vrtiš

## Lékařská fakulta v Hradci Králové Univerzity Karlovy
- 1958-1963 Jaroslav Ondráček
- 1963-1968 Svatopluk Řehák
- 1968-1970 Oldřich Škranc
- 1970-1985 Pavel Navrátil
- 1985-1990 Ivan Vodička
- 1990-1991 Lubor Vokrouhlický
- 1991-1991 Pravoslav Stránský
- 1991-1997 Karel Barták
- 1997-2003 Ivo Šteiner
- 2003-2010 Vladimír Palička
- 2010-2018 Miroslav Červinka
- 2018-dosud Jiří Manďák